# Pardosa
Pardosa is een geslacht van spinnen uit de familie wolfspinnen (Lycosidae). Het zijn in Europa veelvoorkomende spinnen, waarvan een aantal soorten ook in Nederland en België voorkomt, met als bekendste de gewone wolfspin (Pardosa pullata).
De spinnen hebben niet zo'n verborgen levenswijze als de meeste spinnen, maar zonnen graag en zijn eenmaal opgewarmd razendsnel.

## Soorten
Het geslacht kent de volgende soorten: 
- Pardosa abagensis Ovtsharenko, 1979
- Pardosa aciculifera Chen, Song & Li, 2001
- Pardosa acorensis Simon, 1883
- Pardosa adustella (Roewer, 1951)
- Pardosa aenigmatica Tongiorgi, 1966
- Pardosa afflicta (Holmberg, 1876)
- Pardosa agraria Tanaka, 1985
- Pardosa agrestis (Westring, 1861)
- Pardosa agricola (Thorell, 1856)
- Pardosa alacris (C. L. Koch, 1833)
- Pardosa alasaniensis Mcheidze, 1997
- Pardosa albatula (Roewer, 1951)
- Pardosa albomaculata Emerton, 1885
- Pardosa albomarginata Tanikawa, Usio, Endo & Miyashita, 2014
- Pardosa algens (Kulczyński, 1908)
- Pardosa algina (Chamberlin, 1916)
- Pardosa algoides Schenkel, 1963
- Pardosa alii Tikader, 1977
- Pardosa altamontis Chamberlin & Ivie, 1946
- Pardosa alticola Alderweireldt & Jocqué, 1992
- Pardosa altitudis Tikader & Malhotra, 1980
- Pardosa amacuzacensis Jiménez, 1983
- Pardosa amamiensis (Nakatsudi, 1943)
- Pardosa amazonia (Thorell, 1895)
- Pardosa amentata (Clerck, 1757)
- Pardosa anchoroides Yu & Song, 1988
- Pardosa ancorifera Schenkel, 1936
- Pardosa angolensis (Roewer, 1959)
- Pardosa angusta Denis, 1956
- Pardosa angustifrons Caporiacco, 1941
- Pardosa anomala Gertsch, 1933
- Pardosa apostoli Barrion & Litsinger, 1995
- Pardosa aquatilis Schmidt & Krause, 1995
- Pardosa aquila Buchar & Thaler, 1998
- Pardosa armeniaca Marusik, 2023
- Pardosa astrigera L. Koch, 1878
- Pardosa atlantica Emerton, 1913
- Pardosa atomaria (C. L. Koch, 1847)
- Pardosa atrata (Thorell, 1873)
- Pardosa atromedia Banks, 1904
- Pardosa atronigra Song, 1995
- Pardosa atropos (L. Koch, 1878)
- Pardosa aurantipes (Strand, 1906)
- Pardosa azerifalcata Marusik, Guseinov & Koponen, 2003
- Pardosa baehrorum Kronestedt, 1999
- Pardosa balaghatensis Gajbe, 2004
- Pardosa baoshanensis Wang & Qiu, 1991
- Pardosa baraan Logunov & Marusik, 1995
- Pardosa bargaonensis Gajbe, 2004
- Pardosa basiri (Dyal, 1935)
- Pardosa bastarensis Gajbe, 2004
- Pardosa baxianensis Wang & Song, 1993
- Pardosa bellona Banks, 1898
- Pardosa bendamira Roewer, 1960
- Pardosa beringiana Dondale & Redner, 1987
- Pardosa bifasciata (C. L. Koch, 1834)
- Pardosa birmanica Simon, 1884
- Pardosa blanda (C. L. Koch, 1833)
- Pardosa brevivulva Tanaka, 1975
- Pardosa brunellii Caporiacco, 1940
- Pardosa buchari Ovtsharenko, 1979
- Pardosa bucklei Kronestedt, 1975
- Pardosa buriatica Sternbergs, 1979
- Pardosa californica Keyserling, 1887
- Pardosa caliraya Barrion & Litsinger, 1995
- Pardosa canalis F. O. Pickard-Cambridge, 1902
- Pardosa caucasica Ovtsharenko, 1979
- Pardosa cavannae Simon, 1881
- Pardosa cayennensis (Taczanowski, 1874)
- Pardosa cervina Schenkel, 1936
- Pardosa cervinopilosa Schenkel, 1936
- Pardosa chambaensis Tikader & Malhotra, 1976
- Pardosa chapini (Fox, 1935)
- Pardosa сharitonovi Esyunin, Kabdrakhimov & Efimik, 2024
- Pardosa chenbuensis Yin, Peng, Xie, Bao & Wang, 1997
- Pardosa chiapasiana Gertsch & Wallace, 1937
- Pardosa chindanda Roewer, 1960
- Pardosa cincta (Kulczyński, 1887)
- Pardosa cinerascens (Roewer, 1951)
- Pardosa clavipalpis Purcell, 1903
- Pardosa cluens Roewer, 1959
- Pardosa colchica Mcheidze, 1946
- Pardosa coloradensis Banks, 1894
- Pardosa completa (Roewer, 1959)
- Pardosa concinna (Thorell, 1877)
- Pardosa concolorata (Roewer, 1951)
- Pardosa condolens (O. Pickard-Cambridge, 1885)
- Pardosa confalonierii Caporiacco, 1928
- Pardosa confusa Kronestedt, 1988
- Pardosa consimilis Nosek, 1905
- Pardosa costrica Chamberlin & Ivie, 1942
- Pardosa crassipalpis Purcell, 1903
- Pardosa crassistyla Kronestedt, 1988
- Pardosa credula (O. Pickard-Cambridge, 1885)
- Pardosa cribrata Simon, 1876
- Pardosa cubana Bryant, 1940
- Pardosa dabiensis Chai & Yang, 1998
- Pardosa dagestana Buchar & Thaler, 1998
- Pardosa daisetsuensis Tanaka, 2005
- Pardosa dalkhaba Roewer, 1960
- Pardosa danica (Sørensen, 1904)
- Pardosa datongensis Yin, Peng & Kim, 1997
- Pardosa delicatula Gertsch & Wallace, 1935
- Pardosa dentitegulum Yin, Peng, Xie, Bao & Wang, 1997
- Pardosa desolatula Gertsch & Davis, 1940
- Pardosa dilecta Banks, 1898
- Pardosa distincta (Blackwall, 1846)
- Pardosa diuturna Fox, 1937
- Pardosa donabila Roewer, 1955
- Pardosa dondalei Jiménez, 1986
- Pardosa dorsalis Banks, 1894
- Pardosa dorsuncata Lowrie & Dondale, 1981
- Pardosa dranensis Hogg, 1922
- Pardosa drenskii Buchar, 1968
- Pardosa duplicata Saha, Biswas & Raychaudhuri, 1994
- Pardosa dzheminey Marusik, 1995
- Pardosa ecatli Jiménez, 1985
- Pardosa eiseni (Thorell, 1875)
- Pardosa ejusmodi (O. Pickard-Cambridge, 1872)
- Pardosa elegans (Thorell, 1875)
- Pardosa elegantula (Roewer, 1959)
- Pardosa erupticia (Strand, 1913)
- Pardosa eskovi Kronestedt & Marusik, 2011
- Pardosa evanescens Alderweireldt & Jocqué, 2008
- Pardosa evelinae Wunderlich, 1984
- Pardosa evippiformis Caporiacco, 1935
- Pardosa falcata Schenkel, 1963
- Pardosa falcifera F. O. Pickard-Cambridge, 1902
- Pardosa falcula F. O. Pickard-Cambridge, 1902
- Pardosa fallax Barnes, 1959
- Pardosa fastosa (Keyserling, 1877)
- Pardosa femoralis Simon, 1876
- Pardosa fengi Marusik, Nadolny & Omelko, 2013
- Pardosa ferruginea (L. Koch, 1870)
- Pardosa flata Qu, Peng & Yin, 2010
- Pardosa flavida (O. Pickard-Cambridge, 1885)
- Pardosa flavipalpis F. O. Pickard-Cambridge, 1902
- Pardosa flavipes Hu, 2001
- Pardosa flavisterna Caporiacco, 1935
- Pardosa fletcheri (Gravely, 1924)
- Pardosa floridana (Banks, 1896)
- Pardosa fomichevi Kronestedt, Marusik & Omelko, 2014
- Pardosa fortunata (O. Pickard-Cambridge, 1885)
- Pardosa fritzeni Ballarin, Marusik, Omelko & Koponen, 2012
- Pardosa fulvipes (Collett, 1876)
- Pardosa furcifera (Thorell, 1875)
- Pardosa fuscosoma Wunderlich, 1992
- Pardosa fuscula (Thorell, 1875)
- Pardosa gastropicta Roewer, 1959
- Pardosa gefsana Roewer, 1959
- Pardosa gerhardti (Strand, 1922)
- Pardosa ghigii Caporiacco, 1932
- Pardosa ghourbanda Roewer, 1960
- Pardosa giebeli (Pavesi, 1873)
- Pardosa glabra Mello-Leitão, 1938
- Pardosa glacialis (Thorell, 1872)
- Pardosa golbagha Roewer, 1960
- Pardosa gopalai Patel & Reddy, 1993
- Pardosa gothicana Lowrie & Dondale, 1981
- Pardosa gracilenta (Lucas, 1846)
- Pardosa graminea Tanaka, 1985
- Pardosa groenlandica (Thorell, 1872)
- Pardosa gromovi Ballarin, Marusik, Omelko & Koponen, 2012
- Pardosa guadalajarana Dondale & Redner, 1984
- Pardosa guerechka Roewer, 1960
- Pardosa gusarensis Marusik, Guseinov & Koponen, 2003
- Pardosa haibeiensis Yin, Wang, Peng & Xie, 1995
- Pardosa hamifera F. O. Pickard-Cambridge, 1902
- Pardosa hanrasanensis Jo & Paik, 1984
- Pardosa hartmanni (Roewer, 1959)
- Pardosa haupti Song, 1995
- Pardosa hedini Schenkel, 1936
- Pardosa herbosa Jo & Paik, 1984
- Pardosa hetchi Chamberlin & Ivie, 1942
- Pardosa heterophthalma (Simon, 1898)
- Pardosa hohxilensis Song, 1995
- Pardosa hokkaido Tanaka & Suwa, 1986
- Pardosa hortensis (Thorell, 1872)
- Pardosa hydaspis Caporiacco, 1935
- Pardosa hyperborea (Thorell, 1872)
- Pardosa hypocrita (Simon, 1882)
- Pardosa ibex Buchar & Thaler, 1998
- Pardosa ilgunensis Nosek, 1905
- Pardosa incerta Nosek, 1905
- Pardosa indecora L. Koch, 1879
- Pardosa iniqua (O. Pickard-Cambridge, 1876)
- Pardosa injucunda (O. Pickard-Cambridge, 1876)
- Pardosa inopina (O. Pickard-Cambridge, 1876)
- Pardosa inquieta (O. Pickard-Cambridge, 1876)
- Pardosa invenusta (C. L. Koch, 1837)
- Pardosa irretita Simon, 1886
- Pardosa irriensis Barrion & Litsinger, 1995
- Pardosa isago Tanaka, 1977
- Pardosa italica Tongiorgi, 1966
- Pardosa izabella Chamberlin & Ivie, 1942
- Pardosa jabalpurensis Gajbe & Gajbe, 1999
- Pardosa jaikensis Ponomarev, 2007
- Pardosa jambaruensis Tanaka, 1990
- Pardosa jaundea (Roewer, 1960)
- Pardosa jeniseica Eskov & Marusik, 1995
- Pardosa jergeniensis Ponomarev, 1979
- Pardosa jinpingensis Yin, Peng, Xie, Bao & Wang, 1997
- Pardosa josemitensis (Strand, 1908)
- Pardosa kalba Esyunin, Kabdrakhimov & Efimik, 2024
- Pardosa kalpiensis Gajbe, 2004
- Pardosa karagonis (Strand, 1913)
- Pardosa katangana Roewer, 1959
- Pardosa kavango Alderweireldt & Jocqué, 1992
- Pardosa knappi Dondale, 2007
- Pardosa kondeana Roewer, 1959
- Pardosa koponeni Nadolny, Omelko, Marusik & Blagoev, 2016
- Pardosa krausi (Roewer, 1959)
- Pardosa kronestedti Song, Zhang & Zhu, 2002
- Pardosa kupupa (Tikader, 1970)
- Pardosa kurchum Esyunin, Kabdrakhimov & Efimik, 2024
- Pardosa labradorensis (Thorell, 1875)
- Pardosa laciniata Song & Haupt, 1995
- Pardosa laevitarsis Tanaka & Suwa, 1986
- Pardosa lagenaria Qu, Peng & Yin, 2010
- Pardosa laidlawi Simon, 1901
- Pardosa lapidicina Emerton, 1885
- Pardosa lapponica (Thorell, 1872)
- Pardosa lasciva L. Koch, 1879
- Pardosa latibasa Qu, Peng & Yin, 2010
- Pardosa laura Karsch, 1879
- Pardosa lawrencei Roewer, 1959
- Pardosa leipoldti Purcell, 1903
- Pardosa leprevosti Mello-Leitão, 1947
- Pardosa lignosa Ghafoor & Alvi, 2007
- Pardosa lii Marusik, Nadolny & Omelko, 2013
- Pardosa limata Roewer, 1959
- Pardosa lineata F. O. Pickard-Cambridge, 1902
- Pardosa linguata F. O. Pickard-Cambridge, 1902
- Pardosa litangensis Xu, Zhu & Kim, 2010
- Pardosa littoralis Banks, 1896
- Pardosa logunovi Kronestedt & Marusik, 2011
- Pardosa lombokibia (Strand, 1915)
- Pardosa longionycha Yin, Peng, Kim & Wang, 1995
- Pardosa longisepta Chen & Song, 2002
- Pardosa longivulva F. O. Pickard-Cambridge, 1902
- Pardosa lowriei Kronestedt, 1975
- Pardosa luctinosa Simon, 1876
- Pardosa ludia (Thorell, 1895)
- Pardosa lugubris (Walckenaer, 1802)
- Pardosa lurida Roewer, 1959
- Pardosa lusingana Roewer, 1959
- Pardosa luteola Emerton, 1894
- Pardosa lycosina Purcell, 1903
- Pardosa lycosinella Lawrence, 1927
- Pardosa lyrata (Odenwall, 1901)
- Pardosa lyrifera Schenkel, 1936
- Pardosa mabinii Barrion & Litsinger, 1995
- Pardosa mackenziana (Keyserling, 1877)
- Pardosa maculatipes (Keyserling, 1887)
- Pardosa maimaneha Roewer, 1960
- Pardosa maisa Hippa & Mannila, 1982
- Pardosa manicata Thorell, 1899
- Pardosa marchei Simon, 1890
- Pardosa marialuisae Dondale & Redner, 1984
- Pardosa martensi Buchar, 1978
- Pardosa martinii (Pavesi, 1883)
- Pardosa masareyi Mello-Leitão, 1939
- Pardosa masurae Esyunin & Efimik, 1998
- Pardosa mayana Dondale & Redner, 1984
- Pardosa medialis Banks, 1898
- Pardosa mendicans (Simon, 1882)
- Pardosa mercurialis Montgomery, 1904
- Pardosa messingerae (Strand, 1916)
- Pardosa metlakatla Emerton, 1917
- Pardosa mikhailovi Ballarin, Marusik, Omelko & Koponen, 2012
- Pardosa milvina (Hentz, 1844)
- Pardosa minuta Tikader & Malhotra, 1976
- Pardosa mionebulosa Yin, Peng, Xie, Bao & Wang, 1997
- Pardosa miquanensis Yin, Wang, Peng & Xie, 1995
- Pardosa mira Caporiacco, 1941
- Pardosa mirzakhaniae Shafaie, Mirshamsi, Aliabadian, Moradmand & Marusik, 2018
- Pardosa mixta (Kulczyński, 1887)
- Pardosa modica (Blackwall, 1846)
- Pardosa moesta Banks, 1892
- Pardosa mongolica Kulczyński, 1901
- Pardosa montgomeryi Gertsch, 1934
- Pardosa monticola (Clerck, 1757)
- Pardosa mordagica Tang, Urita & Song, 1995
- Pardosa morosa (L. Koch, 1870)
- Pardosa mtugensis (Strand, 1908)
- Pardosa mubalea Roewer, 1959
- Pardosa mukundi Tikader & Malhotra, 1980
- Pardosa mulaiki Gertsch, 1934
- Pardosa multivaga Simon, 1880
- Pardosa muzafari Ghafoor & Alvi, 2007
- Pardosa muzkolica Kononenko, 1978
- Pardosa naevia (L. Koch, 1875)
- Pardosa naevioides (Strand, 1916)
- Pardosa nanyuensis Yin, Peng, Kim & Wang, 1995
- Pardosa nebulosa (Thorell, 1872)
- Pardosa nenilini Marusik, 1995
- Pardosa nesiotis (Thorell, 1878)
- Pardosa nigra (C. L. Koch, 1834)
- Pardosa nigriceps (Thorell, 1856)
- Pardosa ninigoriensis Mcheidze, 1997
- Pardosa nojimai Tanaka, 1998
- Pardosa nordicolens Chamberlin & Ivie, 1947
- Pardosa nostrorum Alderweireldt & Jocqué, 1992
- Pardosa novitatis (Strand, 1906)
- Pardosa obscuripes Simon, 1909
- Pardosa observans (O. Pickard-Cambridge, 1876)
- Pardosa occidentalis Simon, 1881
- Pardosa odenwalli Sternbergs, 1979
- Pardosa ogudovi Fomichev, 2022
- Pardosa oksalai Marusik, Hippa & Koponen, 1996
- Pardosa oljunae Lobanova, 1978
- Pardosa olympica Tongiorgi, 1966
- Pardosa ontariensis Gertsch, 1933
- Pardosa orcchaensis Gajbe, 2004
- Pardosa orealis Buchar, 1984
- Pardosa oreophila Simon, 1937
- Pardosa oriens (Chamberlin, 1924)
- Pardosa orophila Gertsch, 1933
- Pardosa orthodox Chamberlin, 1924
- Pardosa ourayensis Gertsch, 1933
- Pardosa ovambica Roewer, 1959
- Pardosa ovtchinnikovi Ballarin, Marusik, Omelko & Koponen, 2012
- Pardosa pacata Fox, 1937
- Pardosa pahalanga Barrion & Litsinger, 1995
- Pardosa paleata Alderweireldt & Jocqué, 1992
- Pardosa paludicola (Clerck, 1757)
- Pardosa palustris (Linnaeus, 1758)
- Pardosa pantinii Ballarin, Marusik, Omelko & Koponen, 2012
- Pardosa papilionaca Chen & Song, 2003
- Pardosa paracolchica Zyuzin & Logunov, 2000
- Pardosa paralapponica Schenkel, 1963
- Pardosa paramushirensis (Nakatsudi, 1937)
- Pardosa paratesquorum Schenkel, 1963
- Pardosa parathompsoni Wang & Zhang, 2014
- Pardosa partita Simon, 1885
- Pardosa parvula Banks, 1904
- Pardosa patapatensis Barrion & Litsinger, 1995
- Pardosa pauxilla Montgomery, 1904
- Pardosa pedia Dondale, 2007
- Pardosa persiana Marusik & Nadolny, 2020
- Pardosa persica (Roewer, 1955)
- Pardosa pertinax von Helversen, 2000
- Pardosa petrunkevitchi Gertsch, 1934
- Pardosa pexa Hickman, 1944
- Pardosa pinangensis (Thorell, 1890)
- Pardosa pirkuliensis Zyuzin & Logunov, 2000
- Pardosa plagula F. O. Pickard-Cambridge, 1902
- Pardosa plumipedata (Roewer, 1951)
- Pardosa plumipes (Thorell, 1875)
- Pardosa podhorskii (Kulczyński, 1907)
- Pardosa poecila (Herman, 1879)
- Pardosa pontica (Thorell, 1875)
- Pardosa portoricensis Banks, 1901
- Pardosa potamophila Lawrence, 1927
- Pardosa praepes Simon, 1886
- Pardosa prativaga (L. Koch, 1870)
- Pardosa profuga (Herman, 1879)
- Pardosa prolifica F. O. Pickard-Cambridge, 1902
- Pardosa proxima (C. L. Koch, 1847)
- Pardosa psammodes (Thorell, 1887)
- Pardosa pseudoannulata (Bösenberg & Strand, 1906)
- Pardosa pseudochapini Peng, 2011
- Pardosa pseudokaragonis (Strand, 1913)
- Pardosa pseudolaevitarsis Kim & Yoo, 2019
- Pardosa pseudolapponica Marusik, 1995
- Pardosa pseudomixta Marusik & Fritzén, 2009
- Pardosa pseudostrigillata Tongiorgi, 1966
- Pardosa pseudotorrentum Miller & Buchar, 1972
- Pardosa pullata (Clerck, 1757)
- Pardosa pumilio Roewer, 1959
- Pardosa purbeckensis F. O. Pickard-Cambridge, 1895
- Pardosa pusiola (Thorell, 1891)
- Pardosa pyrenaica Kronestedt, 2007
- Pardosa qingzangensis Hu, 2001
- Pardosa qinhaiensis Yin, Wang, Peng & Xie, 1995
- Pardosa qionghuai Yin, Peng, Kim & Wang, 1995
- Pardosa quadridentata Xu & Zhu, 2009
- Pardosa rabulana (Thorell, 1890)
- Pardosa rainieriana Lowrie & Dondale, 1981
- Pardosa ramulosa (McCook, 1894)
- Pardosa ranjani Gajbe, 2004
- Pardosa rara (Keyserling, 1891)
- Pardosa rascheri (Dahl, 1908)
- Pardosa rhenockensis (Tikader, 1970)
- Pardosa rhombisepta Roewer, 1960
- Pardosa riparia (C. L. Koch, 1833)
- Pardosa roeweri Schenkel, 1963
- Pardosa roscai (Roewer, 1951)
- Pardosa royi Biswas & Raychaudhuri, 2003
- Pardosa ruanda (Strand, 1913)
- Pardosa rudis Yin, Peng, Kim & Wang, 1995
- Pardosa rugegensis (Strand, 1913)
- Pardosa sagei Gertsch & Wallace, 1937
- Pardosa saltans Töpfer-Hofmann, 2000
- Pardosa saltonia Dondale & Redner, 1984
- Pardosa saltuaria (L. Koch, 1870)
- Pardosa saltuarides (Strand, 1908)
- Pardosa sangzhiensis Yin, Peng, Kim & Wang, 1995
- Pardosa sanmenensis Yu & Song, 1988
- Pardosa santamaria Barrion & Litsinger, 1995
- Pardosa saturatior Simon, 1937
- Pardosa saxatilis (Hentz, 1844)
- Pardosa schenkeli Lessert, 1904
- Pardosa schreineri Purcell, 1903
- Pardosa schubotzi (Strand, 1913)
- Pardosa selengensis (Odenwall, 1901)
- Pardosa semicana Simon, 1886
- Pardosa septentrionalis (Westring, 1861)
- Pardosa serena (L. Koch, 1875)
- Pardosa shugangensis Yin, Bao & Peng, 1997
- Pardosa shyamae (Tikader, 1970)
- Pardosa sibiniformis Tang, Urita & Song, 1995
- Pardosa sichuanensis Yu & Song, 1991
- Pardosa sierra Banks, 1898
- Pardosa silvarum Hu, 2001
- Pardosa sinistra (Thorell, 1877)
- Pardosa soccata Yu & Song, 1988
- Pardosa socorroensis Jiménez, 1991
- Pardosa sodalis Holm, 1970
- Pardosa songosa Tikader & Malhotra, 1976
- Pardosa sordidata (Thorell, 1875)
- Pardosa sowerbyi Hogg, 1912
- Pardosa sphagnicola (Dahl, 1908)
- Pardosa stellata (O. Pickard-Cambridge, 1885)
- Pardosa sternalis (Thorell, 1877)
- Pardosa steva Lowrie & Gertsch, 1955
- Pardosa straeleni Roewer, 1959
- Pardosa strandembriki Caporiacco, 1949
- Pardosa strena Yu & Song, 1988
- Pardosa strigata Yu & Song, 1988
- Pardosa strix (Holmberg, 1876)
- Pardosa subalpina Schenkel, 1918
- Pardosa subanchoroides Wang & Song, 1993
- Pardosa subproximella (Strand, 1906)
- Pardosa subsordidatula (Strand, 1915)
- Pardosa sumatrana (Thorell, 1890)
- Pardosa sura Chamberlin & Ivie, 1941
- Pardosa sutherlandi (Gravely, 1924)
- Pardosa suwai Tanaka, 1985
- Pardosa svatoni Marusik, Nadolny & Omelko, 2013
- Pardosa taczanowskii (Thorell, 1875)
- Pardosa takahashii (Saito, 1936)
- Pardosa tangana Roewer, 1959
- Pardosa tappaensis Gajbe, 2004
- Pardosa tasevi Buchar, 1968
- Pardosa tatarica (Thorell, 1875)
- Pardosa temreshevi Fomichev, 2022
- Pardosa tenera Thorell, 1899
- Pardosa tenuipes L. Koch, 1882
- Pardosa tesquorum (Odenwall, 1901)
- Pardosa tesquorumoides Song & Yu, 1990
- Pardosa tetonensis Gertsch, 1933
- Pardosa thalassia (Thorell, 1891)
- Pardosa thompsoni Alderweireldt & Jocqué, 1992
- Pardosa thorelli (Collett, 1876)
- Pardosa timidula (Roewer, 1951)
- Pardosa torrentum Simon, 1876
- Pardosa trailli (O. Pickard-Cambridge, 1873)
- Pardosa tridentis Caporiacco, 1935
- Pardosa trifoveata (Strand, 1907)
- Pardosa tristicella (Roewer, 1951)
- Pardosa tristiculella (Roewer, 1951)
- Pardosa trottai Ballarin, Marusik, Omelko & Koponen, 2012
- Pardosa tschekiangiensis Schenkel, 1963
- Pardosa tuberosa Wang & Zhang, 2014
- Pardosa tumida Barnes, 1959
- Pardosa tuoba Chamberlin, 1919
- Pardosa turkestanica (Roewer, 1951)
- Pardosa tyshchenkoi Zyuzin & Marusik, 1989
- Pardosa uiensis Esyunin, 1996
- Pardosa uintana Gertsch, 1933
- Pardosa umtalica Purcell, 1903
- Pardosa uncata (Thorell, 1877)
- Pardosa uncifera Schenkel, 1963
- Pardosa unciferodies Qu, Peng & Yin, 2010
- Pardosa unguifera F. O. Pickard-Cambridge, 1902
- Pardosa upembensis (Roewer, 1959)
- Pardosa utahensis Chamberlin, 1919
- Pardosa v-signata Soares & Camargo, 1948
- Pardosa vadosa Barnes, 1959
- Pardosa vagula (Thorell, 1890)
- Pardosa valens Barnes, 1959
- Pardosa valida Banks, 1893
- Pardosa vancouveri Emerton, 1917
- Pardosa vatovae Caporiacco, 1940
- Pardosa verticillifer (Strand, 1906)
- Pardosa vindex (O. Pickard-Cambridge, 1885)
- Pardosa vindicata (O. Pickard-Cambridge, 1885)
- Pardosa vinsoni (Roewer, 1951)
- Pardosa virgata Kulczyński, 1901
- Pardosa vittata (Keyserling, 1863)
- Pardosa vogelae Kronestedt, 1993
- Pardosa vulvitecta Schenkel, 1936
- Pardosa wagleri (Hahn, 1822)
- Pardosa warayensis Barrion & Litsinger, 1995
- Pardosa wasatchensis Gertsch, 1933
- Pardosa wuyiensis Yu & Song, 1988
- Pardosa wyuta Gertsch, 1934
- Pardosa xerampelina (Keyserling, 1877)
- Pardosa xerophila Vogel, 1964
- Pardosa xinjiangensis Hu & Wu, 1989
- Pardosa yadongensis Hu & Li, 1987
- Pardosa yaginumai Tanaka, 1977
- Pardosa yamanoi Tanaka & Suwa, 1986
- Pardosa yavapa Chamberlin, 1925
- Pardosa yongduensis Kim & Chae, 2012
- Pardosa zagrosica Zamani & Nadolny, 2022
- Pardosa zhangi Song & Haupt, 1995
- Pardosa zhishengi Omelko, 2024
- Pardosa zhui Yu & Song, 1988
- Pardosa zionis Chamberlin & Ivie, 1942
- Pardosa zonsteini Ballarin, Marusik, Omelko & Koponen, 2012
- Pardosa zuojiani Song & Haupt, 1995
- Pardosa zyuzini Kronestedt & Marusik, 2011

## Europese soorten
Enkele soorten die in Europa voorkomen zijn:
- Boswolfspin (Pardosa lugubris)
- Geelhandje (Pardosa hortensis)
- Gewone moeraswolfspin (Pardosa palustris)
- Gewone wolfspin (Pardosa pullata)
- Graswolfspin (Pardosa nigriceps)
- Oeverwolfspin (Pardosa prativaga)
- Ruigtewolfspin (Pardosa agricola)
- Schorrewolfspin (Pardosa purbeckensis)
- Steenwolfspin (Pardosa agrestis)
- Tuinwolfspin (Pardosa armentata)
- Veenmoswolfspin (Pardosa sphagnicola)
- Veenwolfspin (Pardosa paludicola)
- Veldwolfspin (Pardosa proxima)
- Weidewolfspin (Pardosa monticola)